# ラ・シャペル＝オート＝グリュ
ラ・シャペル＝オート＝グリュ（仏: La Chapelle-Haute-Grue）は、フランスのノルマンディー地域圏、カルヴァドス県の旧コミューン。
2007年の時点で、リヴァロ小郡のなかで最も人口が少ない。
2016年1月1日、ラ・ブレヴィエール、サント・フォワ・ド・モンゴムリ、サン・ジェルマン・ド・モンゴムリと合併し、コミューン・ヌーヴェル（fr）であるヴァル・ド・ヴィとなった。

## 地理
リジューから南に20kmほどいった、県南東部の田園地帯に位置する。すぐ南はオルヌ県で、県都カーンよりオルヌ県のアルジャンタンのほうが近い。道沿いに家屋が点在している。北でウルトヴァンと、東でラ・ブレヴィエールと、南東でサント＝フォア＝ド＝モンゴムリーと、西でトルティザンベールとそれぞれ接する。幹線道路のそばに位置するため、交通の便はよい。

## 行政
近年の首長
| 在任期間  | 在任期間  | 氏名                                         | 所属   | 備考       |
| 就任      | 退任      | 氏名                                         | 所属   | 備考       |
| --------- | --------- | -------------------------------------------- | ------ | ---------- |
| ?         | 1980年    | ジル・デュドゥイ Gilles Dudouit              | -      | 顧問弁護士 |
| 1980年    | 2001年3月 | エディット・デュドゥイ Édith Dudouit         | -      | -          |
| 2001年3月 | 現職      | アントワーヌ・ド・ボワヴェ Antoine de Boever | 無所属 | 元農夫     |

## 人口の推移[1]
| 1962年 | 1968年 | 1975年 | 1982年 | 1990年 | 1999年 | 2007年 |
| ------ | ------ | ------ | ------ | ------ | ------ | ------ |
| 80     | 60     | 40     | 41     | 38     | 30     | 44     |